# Saint-Herblon

Localització de Saint-Herblon

Saint-Herblon (en bretó Sant-Ervlan-ar-Roz) és un municipi francès, situat a la regió de país del Loira, al departament de Loira Atlàntic, que històricament va formar part de la Bretanya. L'any 2006 tenia 2.059 habitants. Limita amb Ancenis al sud i a l'oest, La Roche-Blanche al nord, La Rouxière al nord-est, Varades a l'est, i Anetz al sud.

## Demografia
| 1962                                       | 1968  | 1975  | 1982  | 1990  | 1999  |
| ------------------------------------------ | ----- | ----- | ----- | ----- | ----- |
| 1.365                                      | 1.444 | 1.613 | 1.845 | 1.921 | 1.842 |
| Des de 1962: població sense dobles comptes |       |       |       |       |       |

## Administració
| Període   | Identitat              | Partit |
| --------- | ---------------------- | ------ |
| 2001-2008 | Marie-Françoise Jaafar |        |
| 2008-     | Gérard Barrier         |        |